# Elephantomyia westwoodi
Elephantomyia westwoodi là một loài ruồi trong họ Limoniidae. Chúng phân bố ở miền Tân bắc.